# 10 mai 1940
Le vendredi 10 mai 1940 est le 131e jour de l'année 1940.

## Évènements
Ce jour eurent lieu des faits notables de la Seconde guerre mondiale :
- début de la Bataille de France, l'armée allemande envahi la Belgique et le Luxembourg.
  - attaque du fort d'Eben-Emael
- invasion de l'Islande par le Royaume-Uni.
- bombardement de Fribourg par erreur par l'aviation allemande, les bombes étaient destinés à être lâchés en France.
- mobilisation générale et premier incident aérien en Suisse.

Autres faits :
- Winston Churchill devient Premier ministre britannique.
- arrestation de Juifs Allemands et Autrichiens en Belgique, qui seront déportés vers les Pyrénées.

## Naissances
- Arthur Alexander, chanteur américain
- André Berland, historien français
- Taurean Blacque, acteur américain
- William Cash, homme politique britannique
- Wayne Dyer, psychologue américain
- Noureddine Hachouf, footballeur algérien
- Peter Liba, homme politique canadien
- Vicente Miera, footballeur espagnol
- Harry Villegas, militant cubain

## Décès
- Stanisław Bułak-Bałachowicz, militaire polonais
- Chujiro Hayashi, praticien de reiki
- Carlo Lambert, sculpteur belge
- Fortuna (Diego Mazquiarán Torróntegui), matador espagnol